# Camille Courcy
Pour les articles homonymes, voir Courcy.
Camille Courcy, née en 1991, est une journaliste, cadreuse et réalisatrice de documentaire, spécialisée dans les terrains « difficiles », et basée à Paris en France. 
Depuis 2013, elle tourne et réalise de nombreux documentaires diffusés sur de nombreuses chaînes de télévision françaises, notamment sur les conflits en Syrie, en Irak, en Afghanistan, au Yémen, en Centrafrique, en Libye, ou encore sur certains mouvements sociaux en France. 

## Biographie

### Jeunesse
Camille Courcy est née le 28 mars 1991 à Rabat au Maroc de parents enseignants et expatriés. Vers l'âge de deux ans sa famille repart vivre au Havre en Normandie. Jusqu'à ses 16 ans, elle suit un cursus de mécanique automobile au lycée Antoine-Laurent de Lavoisier. À 17 ans elle intègre l'école de journalisme de Cannes, repêchée de justesse après avoir raté les examens écrits. 
À 21 ans elle est diplômée d'un DUT de l'École de journalisme de Cannes.    

### Carrière
En 2013, elle décide de partir au Liban, puis à Alep en Syrie pour couvrir le conflit en cours la guerre civile syrienne.   
Elle commence à travailler pour Arte Journal et pour l'AFP. Puis elle signe un documentaire de 52 minutes pour France 5 avec Tony Comiti Productions : Syrie, Alep : Vivre avec la guerre,,,,.  
Toujours en 2013, elle sera la première journaliste, a filmer les boatpeople qui partent de Libye, avec des centaines de migrants à bord, pour atteindre les côtes italiennes de Lampedusa. Elle filme la traversée qui dure une dizaine d'heures. Le film sera diffusé sur M6 en 2014. 
En 2014, elle explique ses motivations lors d'une interview accordée au journal La Montagne : « Quand je suis sur un terrain où personne n'a encore mis les pieds, je me sens utile, épanouie et à ma place. Ce n'est pas seulement pour le scoop ou la reconnaissance. C'est d'abord la satisfaction que procure le fait de diffuser une information nouvelle, qui apporte des éléments supplémentaires et importants qui permettent au public de mieux comprendre une situation complexe. Et puis il y a la satisfaction de ne pas laisser les gens mourir ou souffrir en silence, de donner la parole aux silencieux. »
Camille Courcy a travaillé avec des grands noms du journalisme tels que Patrick Chauvel et Marine Jacquemin. 
En 2017, elle est pré-sélectionnée au Prix Bayeux des Correspondants de guerre pour son reportage sur France 2 : Sur le front de Mossoul, des bénévoles américains soignent les Peshmergas.

## Controverse
Camille Courcy est accusée en 2014 par Cyrille Diabaté, champion du monde de muay-thaï, d'avoir intégré une fausse scène à un de ses reportages. Dans ce documentaire Enquête Exclusive sur le MMA, une scène montre un combat de Freefight prétendu clandestin, organisé par l'acteur français Morsay.

## Filmographie

### Documentaires
- Syrie, Alep : vivre avec la guerre, 52 min, Tony Comiti, 2013[7]. Réalisatrice et camérawoman.
- Clandestins : ils traversent l'enfer pour venir vivre en France, 90 min, Tony Comiti, 2014.
- Centrafrique : au cœur du chaos, 52 min, Giraf Prod, 2014. Co-réalisatrice et camérawoman[2].
- Femmes contre Daesh, 52 min, CinéTV Prod, 2015. Réalisé par Pascale Bourgaux. Camérawoman[14].
- Nuit Debout, 70 min, Upside Production, 2016. Réalisé par Sylvain Louvet et Aude Favre. Co-réalisatrice et camérawoman.
- Sur le front de Mossoul, des bénévoles américains soignent les Phesmergas, 2017. Journaliste et camérawoman. Sélectionné au Prix Bayeux-Calvados des correspondants de guerre 2017.
- Les mordeuses de Daesh, 20 min, Spicee, 2017. Réalisatrice et camérawoman[15].
- Retour à l’hôpital Français de Kaboul, avec Marine Jacquemin, 90 min, Ethic Prod, 2018. Camérawoman[11].
- Soleil Noir, 107 min, auto-production, 2019.
- 28 décembre, 21 min, BrutX, 2021[16].